# Willigis

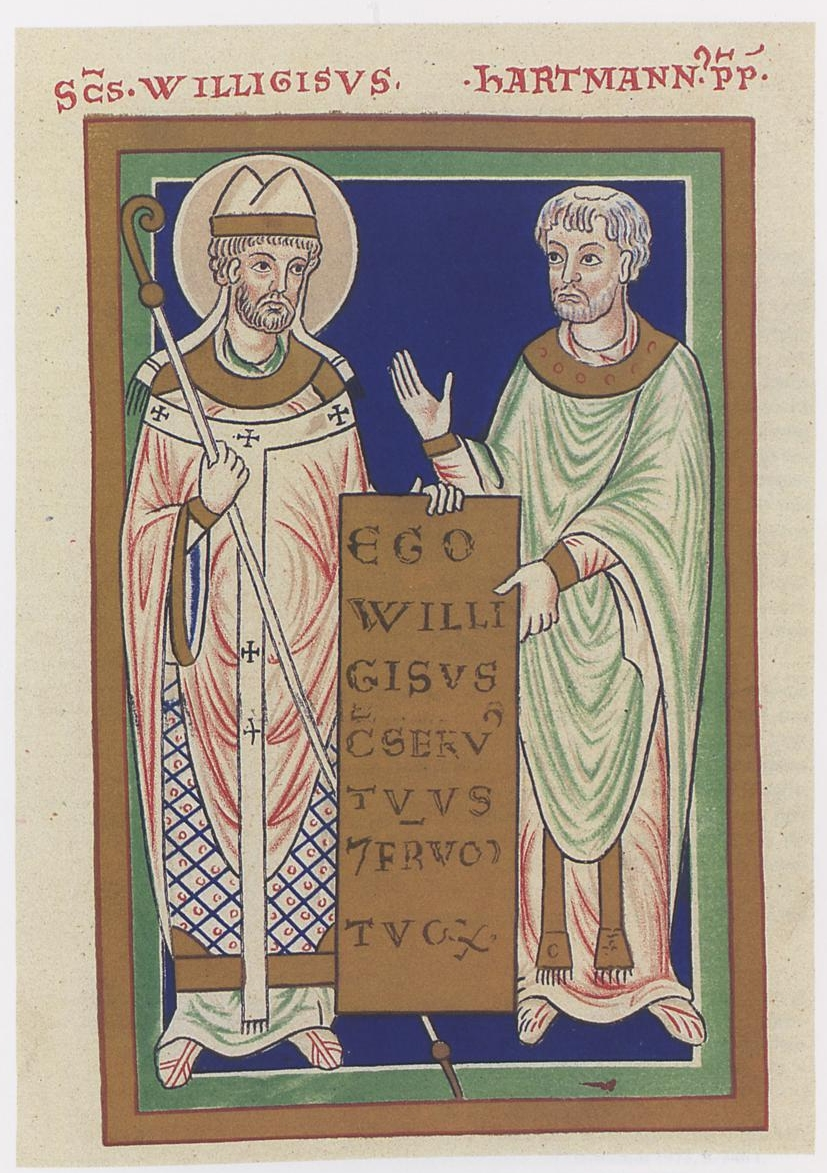
Aartsbisschop Willigis met domproost Hartmann, 12e eeuw, Universiteitsbibliotheek Moskou

Willigis (Schöningen, ca. 940 – Mainz, 23 februari 1011) was aartsbisschop van Mainz. Hij speelde een belangrijke rol in de politiek van zijn tijd.  
Hij was afkomstig uit Schöningen, waar zijn vader het eenvoudige beroep van wagenmaker uitoefende. Op grond van zijn veelbelovende intelligentie mocht hij voor priester studeren. Volkold van Meissen introduceerde hem bij Otto I de Grote. Als medestudent van Keizer Otto II raakte hij met deze laatste goed bevriend. 
Vanaf 971 diende Willigis als kanselier van de keizer. Otto II benoemde hem in 975 tot aartsbisschop van Mainz en aartskanselier van het Heilige Roomse Rijk. Al snel na zijn aantreden als aartsbisschop van Mainz begon hij met de bouw van de grote Dom van Mainz.
Hij speelde een grote rol door zijn trouw aan keizerin Theophanu tijdens haar regentschap over de nog minderjarige keizer Otto III, met name ook de eerste jaren tijdens de dreigende machtsovername door (diens vaders neef) Hendrik de Twistzieke.
Hij werd begraven in de door hem gestichte Sint-Stefanuskerk in Mainz.